# U-343
U-343 — средняя немецкая подводная лодка типа VIIC времён Второй мировой войны.

## История
Заказ на постройку субмарины был отдан 20 января 1941 года. Лодка была заложена 1 апреля 1942 года на верфи Нордзееверке в Эмдене под строительным номером 215, спущена на воду 21 декабря 1942 года. Лодка вошла в строй 18 февраля 1943 года под командованием лейтенанта Вольфганга Рана.

### Флотилии
- 18 февраля 1943 года — 31 октября 1943 года — 8-я флотилия (учебная)
- 1 ноября 1943 года — 31 января 1944 года — 3-я флотилия
- 1 февраля 1944 года — 10 марта 1944 года — 29-я флотилия

### История службы
Лодка совершила 4 боевых похода, успехов не достигла. Потоплена 10 марта 1944 года в Средиземноморье к югу от Сардинии, в районе с координатами 38°07′ с. ш. 09°41′ в. д., глубинными бомбами с британского тральщика HMS Mull. 51 погибших (весь экипаж).

### Атаки на лодку
- 7 января 1944 года был сбит атаковавший лодку самолёт типа Веллингтон.
- 8 января 1944 года другой Веллингтон атаковал субмарину и сбросил шесть глубинных бомб. Разрывы не причинили серьёзного вреда, а вот атаковавший самолёт был сбит.